# دریاچه آکه کوله
دریاچه آکه کوله (انگلیسی: Ake Kule Lake) یک دریاچه در ولایت آلتای استان سین‌کیانگ کشور چین است.